# 董崇仁
董崇仁（?—?），字子安，山西定襄人，中华民国军事将领。
董崇仁和袁世凱有私交，辛亥革命初期，阎锡山请董崇仁出山斡旋，并成功控制住山西。阎锡山为感谢，1913年2月6日，任董崇仁为晋南镇守使，同年授中华民国中将军衔。民国三年（1915年9月6日），兼任陸軍第十四混成旅旅長。后因袁世凯去世，加上阎锡山有意控制山西南部，故撤销董职位，让张培梅继任晋南镇守使，董崇仁故退隐。
有子董晋魁，娶高步青之女高荷清。两人有子董家宝、女董秋月（刘茜）。